# Friedrich Weißler
Friedrich Weißler (* 28. April 1891 in Königshütte, Oberschlesien; † 19. Februar 1937 im KZ Sachsenhausen) war ein deutscher Jurist. Er gehörte zum christlichen Widerstand gegen den Nationalsozialismus.

## Leben

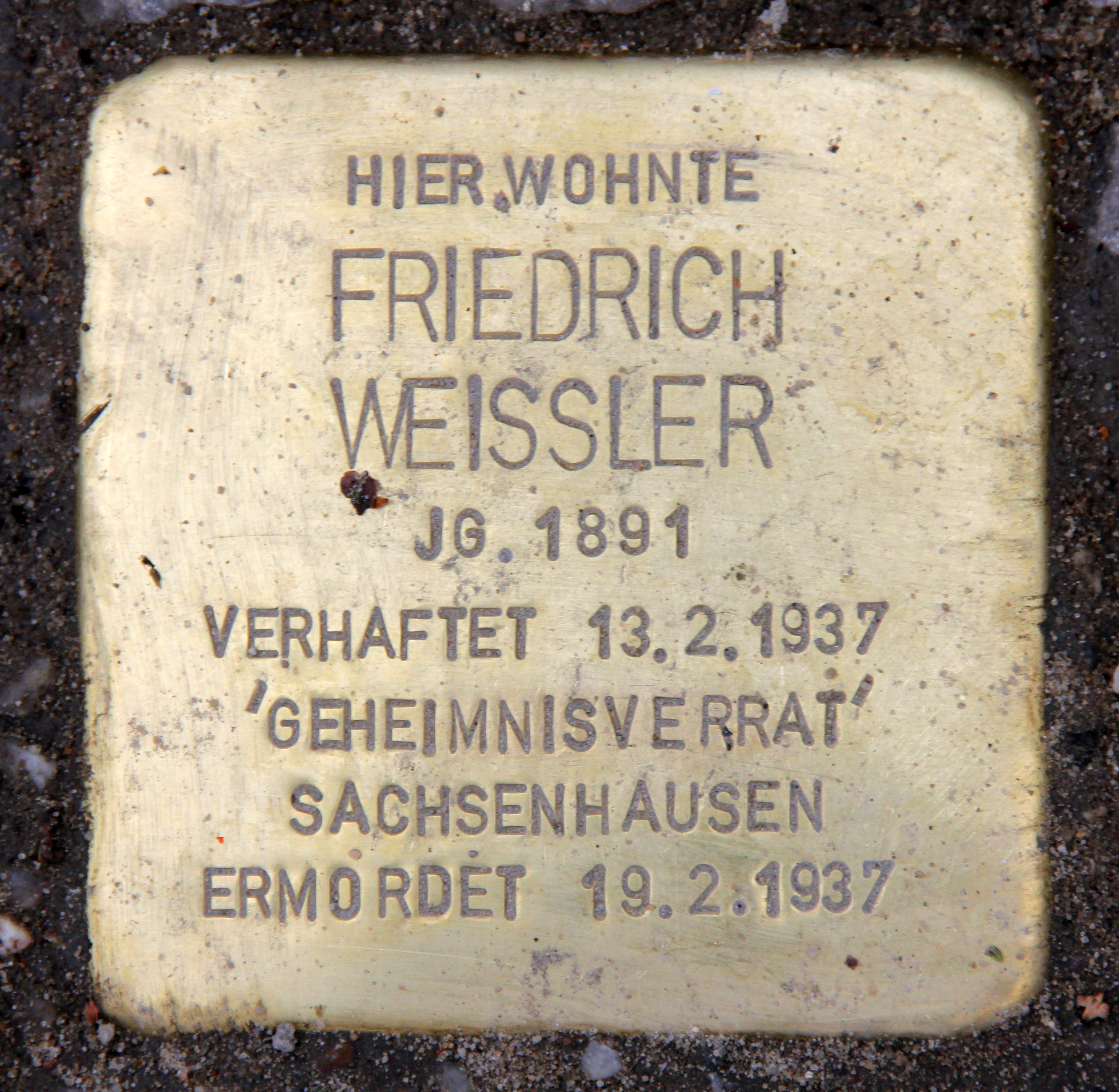
Stolperstein am Haus Meiningenallee 7, in Berlin-Westend

(Georg) Friedrich Weißler war der jüngste von drei Söhnen des Rechtsanwalts und Notars Adolf Weißler und seiner Ehefrau Auguste geb. Hayn. In Abkehr vom Judentum der Familie ließ der Vater – Mitbegründer des Deutschen Notarvereins – ihn wie seine Brüder im Säuglingsalter von einem evangelischen Pfarrer taufen. 1893 zog die Familie nach Halle (Saale). Hier ging Friedrich Weißler zur Schule. Nach dem Abitur begann er an der Friedrichs-Universität Halle Rechtswissenschaft zu studieren. Wie sein Vater und seine Brüder wurde er Mitglied der Sängerverbindung Ascania Halle im Sondershäuser Verband. Er wechselte an die Rheinische Friedrich-Wilhelms-Universität Bonn und schloss sich auch dort wieder einer Verbindung im Sondershäuser Verband an, der Akademisch-Musikalischen Verbindung Makaria. 1913 diente er als Einjährig-Freiwilliger in der Preußischen Armee. Danach ging er als Referendar an das Amtsgericht Eilenburg. 1914 wurde er in Halle zum Doctor iuris promoviert. Mit Beginn des Ersten Weltkrieges meldete sich Weißler als Kriegsfreiwilliger. Zuletzt als Leutnant war er bis 1918 an der Kriegsfront eingesetzt.
Nach Kriegsende nahm er 1920 in Halle sein Referendariat wieder auf und erhielt nach dessen Abschluss eine Position in der preußischen Justiz. Weißler war an diversen Gerichten, darunter auch am Oberlandesgericht Naumburg und als Vorsitzender des Arbeitsgerichts Halle tätig. Am 29. Oktober 1932 erfolgte seine Ernennung zum Landgerichtsdirektor (entspricht heute einem Vorsitzenden Richter am Landgericht) am Landgericht Magdeburg, wo er sein Amt am 1. Dezember 1932 antrat.
Wenige Monate nach seinem Amtsantritt kamen die Nationalsozialisten an die Macht. Anfang Februar 1933 hatte Weißler in einem von ihm geführten Strafverfahren einen SA-Mann, der verbotenerweise in voller Uniform vor Gericht auftrat, wegen ungebührlichen Verhaltens zu einer Ordnungsstrafe von 3 Reichsmark verurteilt. Kurze Zeit später wurde Weißler von SA-Männern in seinem Büro überfallen. Er wurde geschlagen und getreten, dem Pöbel auf dem Balkon des Landgerichts präsentiert und  mit Gewalt gezwungen, eine Hakenkreuzfahne zu grüßen. Daraufhin wurde Weißler durch die Stadt geschleift und für kurze Zeit in einem SA-Lager festgehalten. Kurze Zeit später erfolgte seine Suspendierung vom Dienst. Im Wesentlichen mit seiner jüdischen Herkunft begründet, erfolgte dann am 4. August 1933 die endgültige Entlassung aus dem Justizdienst.
Weißler zog daraufhin nach Berlin und war ab November 1934 zunächst als juristischer Berater, seit der Bekenntnissynode von Bad Oeynhausen 1936 als Leiter der Kanzlei der Bekennenden Kirche tätig. Er arbeitete mit Karl Barth und Martin Niemöller zusammen und war Mitverfasser einer an Adolf Hitler gerichteten Denkschrift der Bekennenden Kirche, in welcher die nationalsozialistische Rassenideologie und der Terror gegen Andersdenkende kritisiert wurde. Das Schriftstück, in welchem auch gegen Staatsverherrlichung, Antisemitismus, die Unterdrückung der Kirchen und die Konzentrationslager Position bezogen wurde, wurde am 4. Juni 1936 in der Berliner Präsidialkanzlei übergeben. Von den Verfassern nicht beabsichtigt, gelangte der Text durch eine Veröffentlichung u. a. in den Basler Nachrichten am 23. Juli 1936 an die internationale Öffentlichkeit. Weißler wurde verdächtigt, die Information an das Ausland gegeben zu haben.
Weißler wurde am 7. Oktober 1936 von der Gestapo verhaftet. Am 11. Februar 1937 wurde Weißler ins KZ Sachsenhausen eingeliefert und dort sechs Tage lang als z. B. „Judenschwein“ beschimpft, bespuckt und geschlagen. In der Nacht vom 18. auf den 19. Februar 1937 wurde Weißler dort „niedergeboxt, mit schweren Stiefeln zertrampelt und in bestialischer Weise ermordet“. Anschließend wurde die „Leiche aufgehängt“, um eine Selbsttötung vorzutäuschen. Er gilt als erster Märtyrer der Bekennenden Kirche.

## Grab

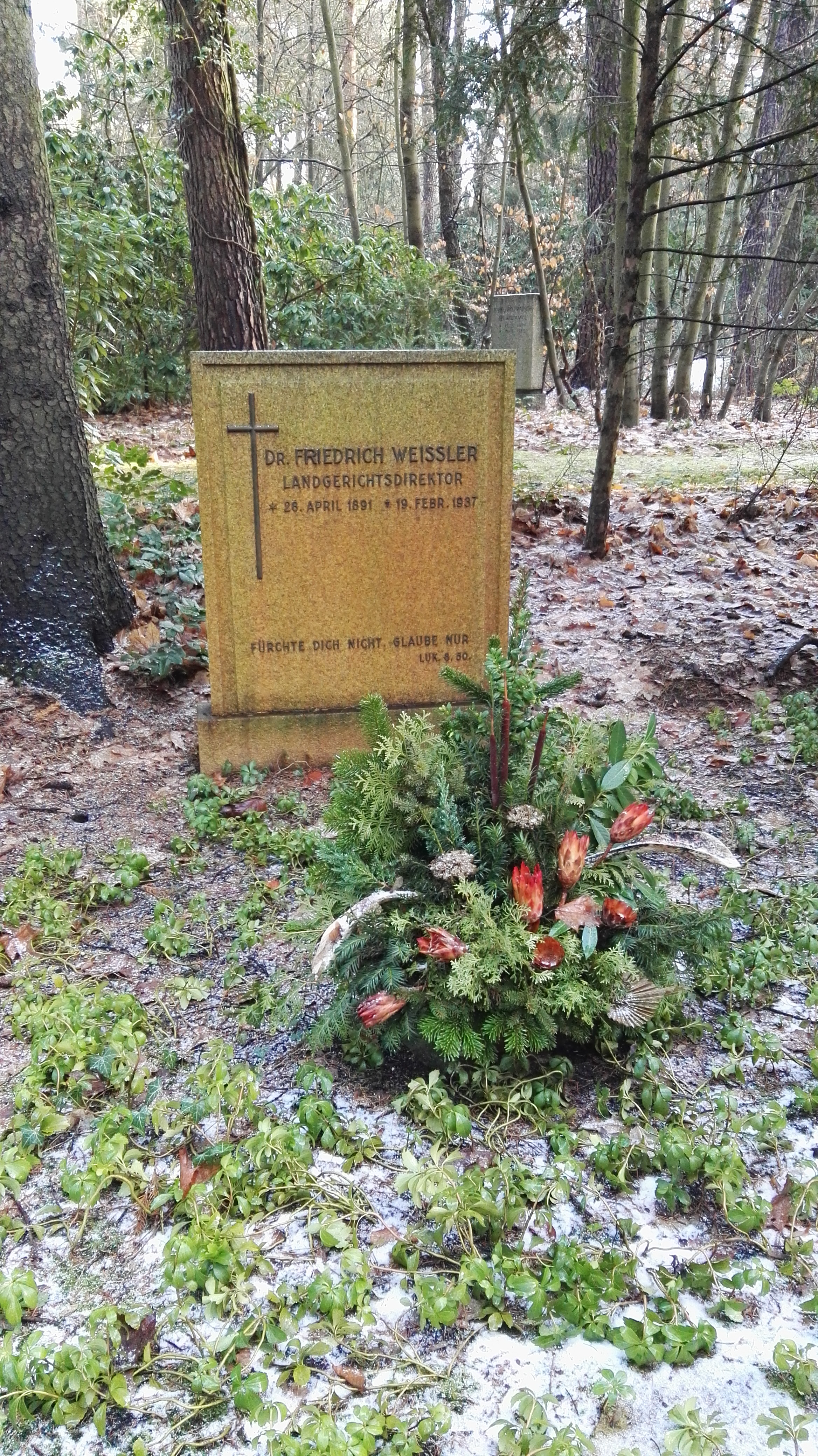
Grabstätte

Weißlers Grab befindet sich auf dem Südwestkirchhof Stahnsdorf nahe der Berliner Stadtgrenze (Bereich Epiphanien, Gartenblock II, Gartenstelle 17).
Am 24. März 2020 beschloss der Senat von Berlin, das Grab Weißlers als Ehrengrab auszuzeichnen.

## Werke
Weißler gehörte zu den Mitautoren eines noch heute regelmäßig, jedoch ohne Nennung seines Namens neu aufgelegten „Kommentars zur Grundbuchordnung“. Als Nachfolger seines Vaters gab er das „Preußische Archiv“ sowie das „Formularbuch für Freiwillige Gerichtsbarkeit“ heraus.

## Ehrungen

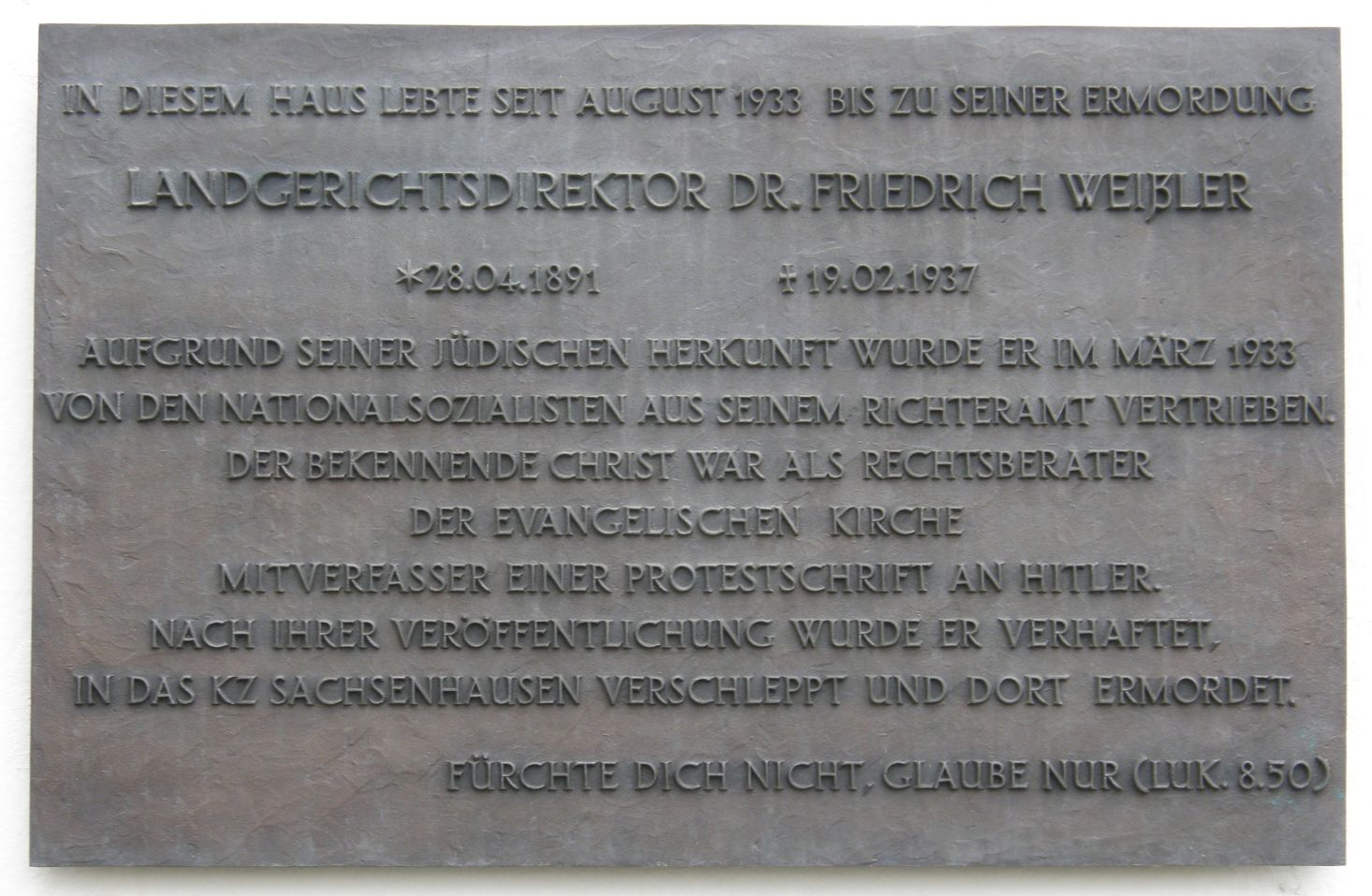
Gedenktafel am ehemaligen Wohnhaus in Berlin-Westend

Die Evangelische Kirche in Deutschland (EKD) erinnert mit einem Gedenktag im Evangelischen Namenkalender am 20. Februar an Friedrich Weißler.
Auf einstimmigen Beschluss der Gemeindevertretung der Gemeinde Stahnsdorf wurde der „OdF-Platz“ am 5. März 1992 in Friedrich-Weißler-Platz umbenannt. Auf ihm steht seit 1951 ein Gedenkstein für die Opfer des Faschismus. 
Zu Ehren Weißlers wurde am 19. Februar 2005 eine Gedenktafel in Sachsenhausen unter Anwesenheit der damaligen Bundesjustizministerin Brigitte Zypries und des damaligen Vorsitzenden des Rates der EKD, Bischof Wolfgang Huber, enthüllt. Die Gedenktafel wurde von Karl Biedermann geschaffen und von der EKD gestiftet.
2006 erfolgte die Enthüllung einer Gedenktafel für Weißler im Landgericht Magdeburg. Zuvor hatte die Stadt Magdeburg am 7. April 2005 ihm zu Ehren eine Straße als Dr.-Weißler-Weg benannt.
Am 19. November 2008 wurde das Gebäude des Landgerichts Magdeburg nach Friedrich Weißler benannt.

## Schriften
- Friedrich Weißler: Von der rechtlichen Bedeutung des Bekenntnisses. In: Junge Kirche. Heft 8, 1935, S. 362–367 (Online [PDF; abgerufen am 27. August 2019]).